# Solahütte

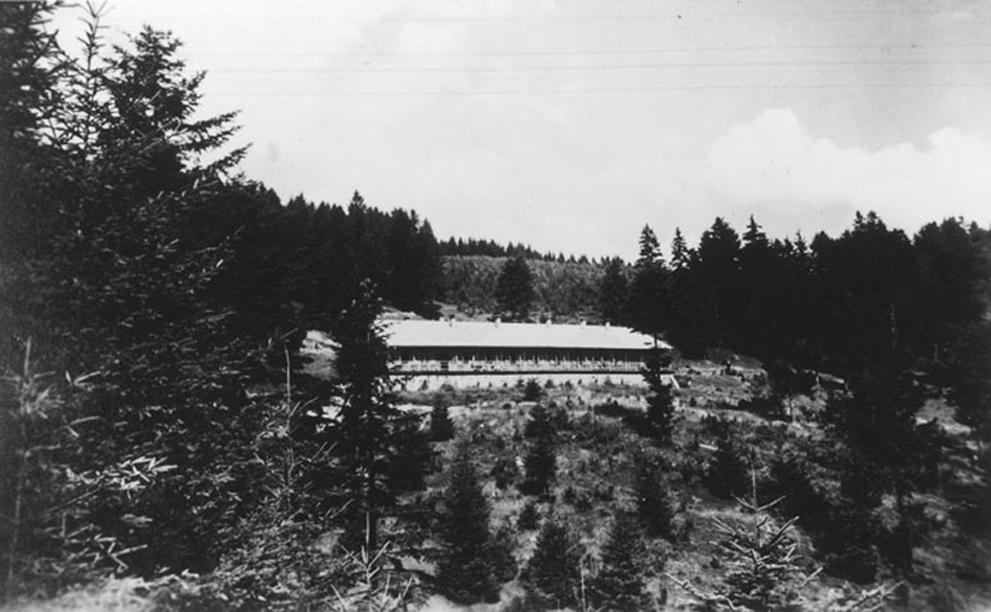
Aus dem Höcker-Album: Solahütte

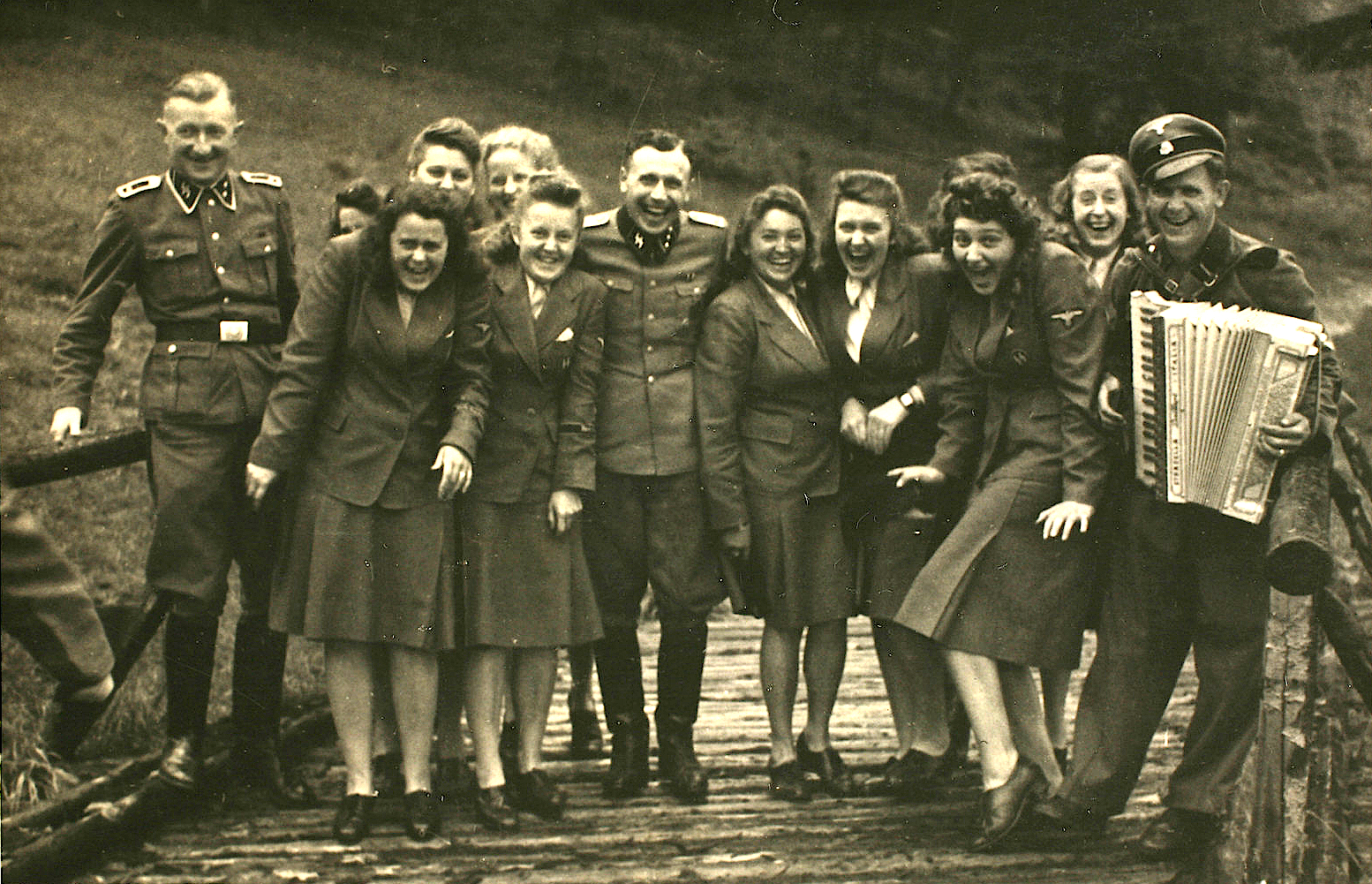
Aus dem Höcker-Album: Karl-Friedrich Höcker inmitten von SS-Helferinnen bei einem Betriebsausflug zur Solahütte (22. Juli 1944)

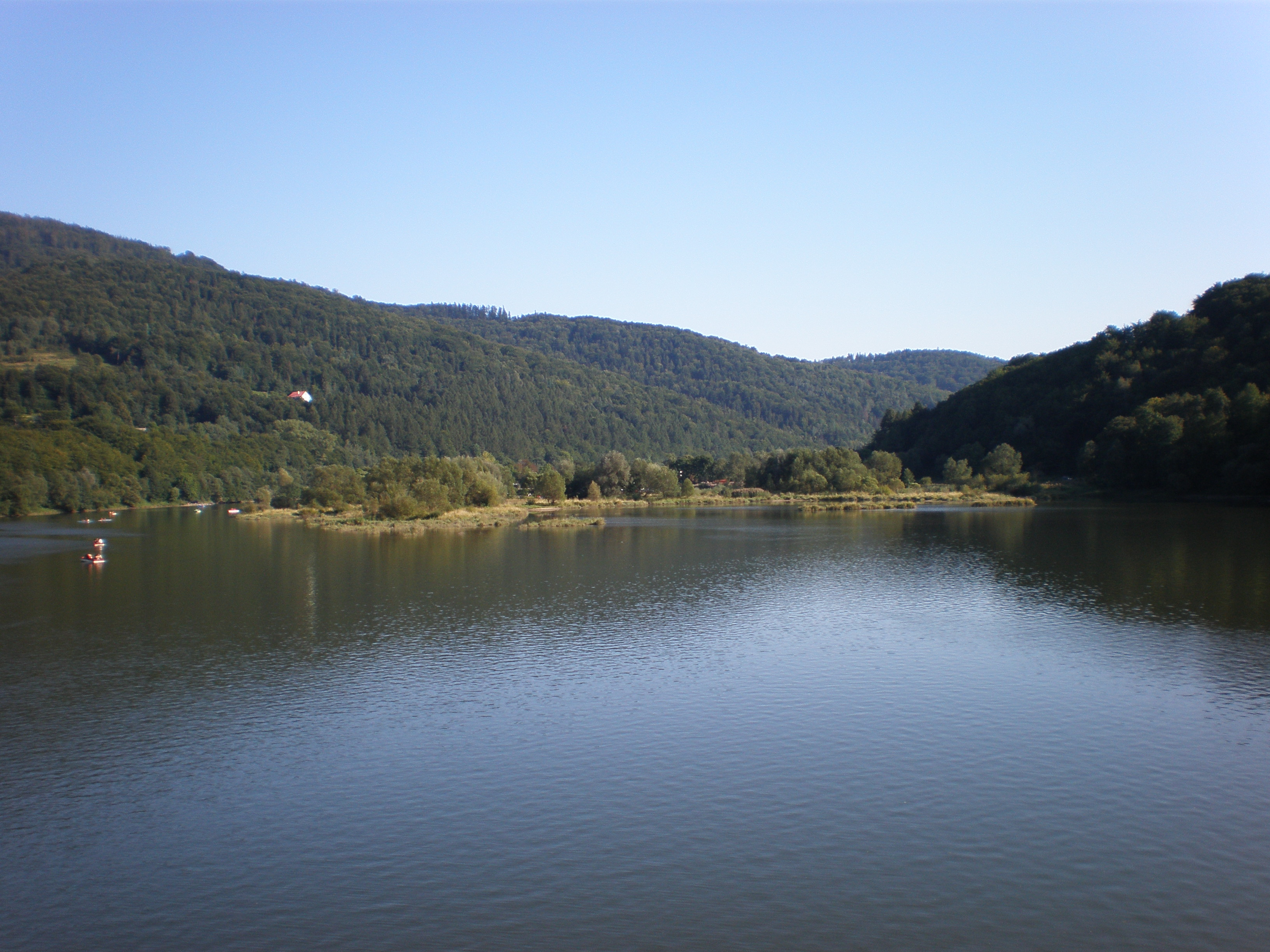
Blick auf den Sola-Stausee

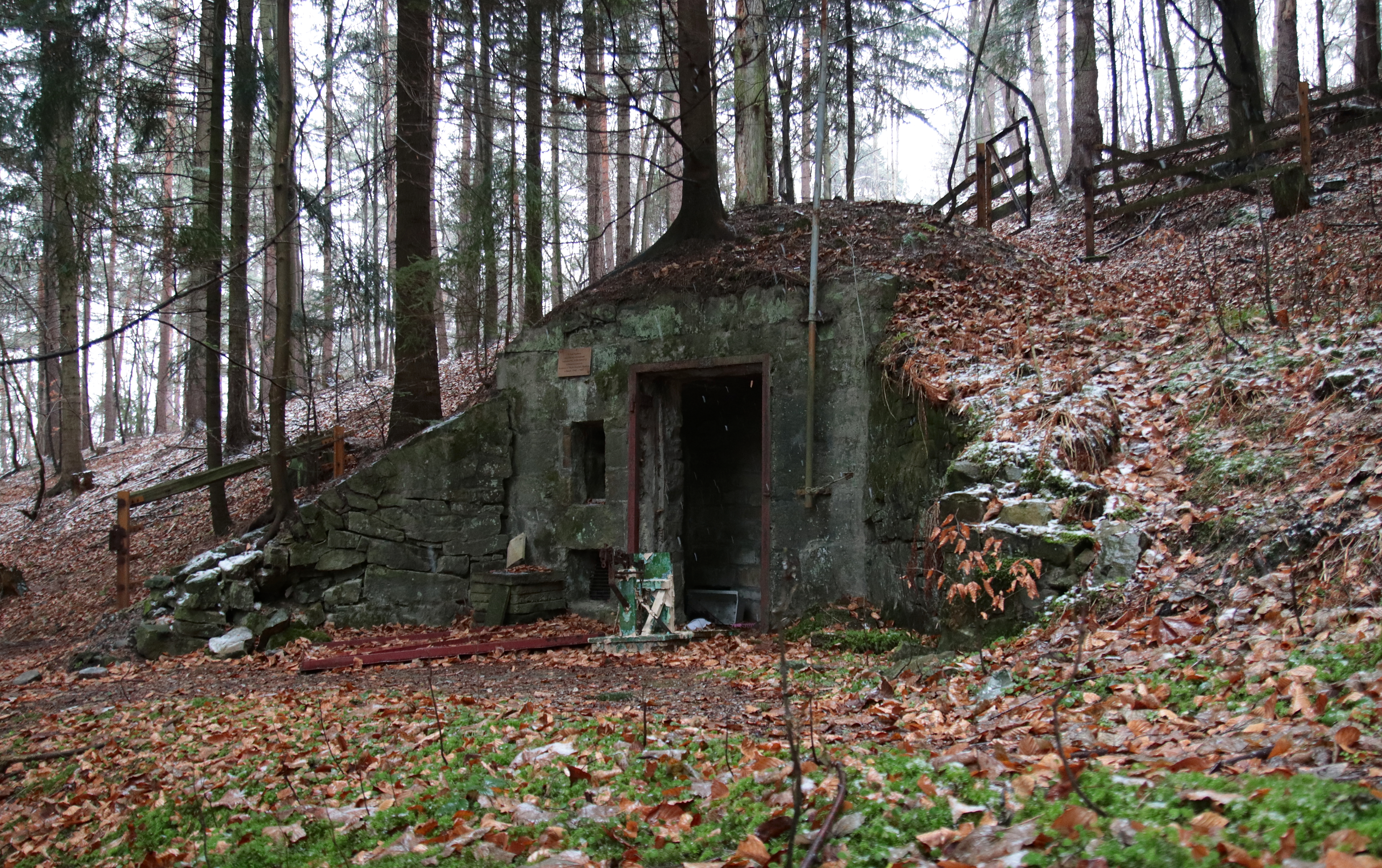
Bunker der Solahütte (15. Dezember 2024)

Die Solahütte war ein nahe der Ortschaft Międzybrodzie Bialskie bei Saybusch (polnisch: Żywiec) (30 Kilometer südlich von Auschwitz (polnisch: Oświęcim)) gelegenes Erholungsheim/Kasino, das während der Zeit des Nationalsozialismus von Mitgliedern der SS-Bewachung der Konzentrationslager in der Region genutzt wurde (auch als: SS-Hütte Porombka, SS-Hütte Soletal, Solehütte, Soletal bezeichnet).
Dieses „Urlauberheim“ wurde 1942 von einem Häftlingskommando des KZ Auschwitz unter der Leitung des späteren Schutzhaftlagerführers Franz Hößler ausgebaut. Es war von Herbst (Oktober/November) 1940 bis Januar 1945 in Betrieb; dabei wurden dort auch einige weibliche KZ-Häftlinge zur Zwangsarbeit eingesetzt (Arbeitskommando).
Der etwa drei Kilometer nordöstlich des Stausees befindliche Gebäudekomplex ermöglichte einen atemberaubenden Blick in das Solatal und zur Staumauer.
Dieser Ort trat im Jahre 2007 ins Bewusstsein der Öffentlichkeit, nachdem ein „Auschwitz-Album“, das nach seinem Besitzer sogenannte „Höcker-Album“ bekannt wurde. Es enthält unter anderem Fotografien aus dem Jahr 1944, die das Täterpersonal von Auschwitz-Birkenau in seiner Freizeit in der Solahütte zeigen. Zu diesen Personen gehörten neben Karl-Friedrich Höcker selbst der KZ-Arzt Josef Mengele, die Kommandanten des KZs Auschwitz Rudolf Höß und Josef Kramer.
2011 wurde die Hütte abgerissen.